# Diritti LGBT in Mozambico
L'attività sessuale omosessuale è diventata legale in Mozambico con l'istituzione del nuovo codice penale, che è entrato in vigore nel giugno 2015. Esistono protezioni contro la discriminazione  basate sull'orientamento sessuale sul luogo di  lavoro fin dal 2007.

## L'opinione pubblica
A settembre 2013 un sondaggio svoltosi tra i cittadini di Maputo e nelle città di Beira (Mozambico) e Nampula ha riscontrato livelli moderati di sostegno per il riconoscimento giuridico delle coppie dello stesso sesso e l'accesso ai diritti genitoriali:
|                                                                         | Maputo | Beira | Nampula |
| ----------------------------------------------------------------------- | ------ | ----- | ------- |
| Stessi diritti per persone dello stesso sesso e coppie di sesso opposto | 42.7%  | 32.0% | 47.2%   |
| Matrimonio tra persone dello stesso sesso                               | 37.0%  | 17.9% | 28.2%   |
| Adozione da parte di coppie dello stesso sesso                          | 49.5%  | 40.2% | 44.9%   |

## Tabella riassuntiva
| Legalità dell'attività omosessuale                                  | (dal 30 giugno 2015) |
| Parità di età del consenso                                          | Si                   |
| Leggi anti-discriminazione nel mondo del lavoro                     | (dal 2007)           |
| Leggi anti-discriminazione nella fornitura di beni e servizi        | No                   |
| Leggi anti-discriminazione contro espressioni di odio e di violenza | No                   |
| Matrimonio tra persone dello stesso sesso                           | No                   |
| Riconoscimento delle coppie dello stesso sesso                      | No                   |
| Adozione da parte di coppie dello stesso sesso                      | No                   |
| Adozione congiunta                                                  | No                   |
| Permesso di servire apertamente come gay nelle forze armate         | [ 3 ]                |
| Diritto legale di cambiare genere sessuale                          | ?                    |
| L'accesso alla fecondazione in vitro per le lesbiche                | No                   |
| Maternità surrogata commerciale per le coppie maschili gay          | No                   |
| Permesso di donare il sangue                                        | No                   |